# Радомир Наумов
Радомир Наумов (Чока, 12. мај 1946 — Београд, 22. мај 2015) био је српски политичар. Обављао је функцију министра вера у влади Војислава Коштунице. У претходној влади је обављао дужност министра рударства и енергетике.

## Биографија
Наумов је рођен 1946. године у Чоки. Дипломирао на Електротехничком факултету у Београду. Радио је као виши саветник у Електротехничком институту „Никола Тесла“, а од 1992. до 1999. године и генерални директор Института.
Објавио је више од 60 стручних и научних радова на конференцијама и у домаћој и страној стручној штампи, од којих је за неке добио посебна признања. Предавао је на Техничком факултету у Бору, био је и председник управног одбора ЈП „Електропривреда Србије“ и ЈП „Београдске електране“.
Био је народни посланик у сазиву Скупштине Србије до 2004. године, као и члан градске владе Београда задужен за енергетику. Председник је Југословенског комитета ЦИГРЕ - Међународне конференције за велике електричне мреже и председник или члан више техничких одбора при Савезном заводу за стандардизацију, а од 1993. године и потпредседник Друштва за ширење научних сазнања „Никола Тесла“. Члан је издавачког савета часописа „Електропривреда“.
Министар рударства и енергетике у Влади Републике Србије од 2004. до 2007. године. Од 15. маја 2007. је изабран за министра вера.
Добитник је Ордена Светог Саве 2. реда.